# Človekove pravice v Bolgariji
Bolgarija se je Evropski uniji pridružila leta 2007, spoštovanje norm za človekove pravice pa v bolgarski državi še zdaleč ni popolno. Čeprav imajo mediji zgodovino nepristranskega poročanja, pomeni pomanjkanje posebne zakonodaje za zaščito medijev pred vmešavanjem države teoretično slabost. Razmere v dvanajstih bolgarskih zastarelih in prenatrpanih zaporih so na splošno slabe. Reforma sredi leta 2005 naj bi razbremenila prenatrpanost zaporov. 
Policijo obtožujejo zlorabe zapornikov in uporabe nezakonitih preiskovalnih metod, institucionalne spodbude pa skušajo zavreti popolno poročanje in preiskave številnih kaznivih dejanj. Ustava zagotavlja svobodo veroizpovedi, vendar so lokalne vlade poskušale uveljaviti posebne zahteve za registracijo nekaterih skupin, ki niso bile zgodovinsko upravičene do popolne zaščite. Poleg Bolgarske pravoslavne cerkve so pod zaščito države judovska, muslimanska in rimskokatoliška vera. Preobremenjeno sodstvo in šibka sodna uprava v nekaterih primerih otežujejo ustavno zaščito pravic obdolžencev. 

## Zavodi za otroke in odrasle z duševnimi motnjami
Razmere v bolgarski mreži zavodov za otroke in odrasle z duševnimi motnjami so vzrok za zaskrbljenost. Nevladna organizacija Validity je pri Evropskem odboru za socialne pravice sprožila kolektivno pritožbo zaradi nezmožnosti izobraževati otroke v domovih socialnega varstva pod vodstvom ministrstva za delo in socialno politiko; in trenutno pred Evropskim sodiščem za človekove pravice teče primer zaradi suma, da se nečloveško in ponižujoče ravnanje v institucijah za odrasle ne preganja. Dokumentarni film "Bolgarski zapuščeni otroci" (TrueVision, 2007), ki ga je BBC Four v Veliki Britaniji predvajal septembra 2007, kaže pomanjkanje hrane, zdravstvenega varstva in izobraževanja za otroke v zavodu v Mogilinu. V Bolgariji razširjeno zapiranje otrok v zavode verjetno ni v skladu s koristmi otrok in skoraj zagotovo krši 23. člen Konvencije o otrokovih pravicah in 11., 12. in 13. člen Mednarodnega sporazuma o ekonomskim, socialnih in kulturnih pravicah (ICESCR). 

## Makedonska manjšina
V bolgarski provinci Blagoevgrad živi majhno število posameznikov, ki se opredeljujejo kot etnični Makedonci. Po popisu prebivalstva leta 2011 se je 1.654 ljudi izjasnilo, da so etnični Makedonci, 561 od njih je živelo v provinci Blagojevgrad. Grški Helsinki Monitor poroča, da "bolgarska država in javno mnenje zanikata svojo pravico do samoidentifikacije in da "so vsi koraki, povezani z javnim prikazovanjem makedonske identitete v Bolgariji, bolj ali manj neposredno žrtve zatiranja in zanikanja".  Makedonščina je pri popisu prebivalstva ena od možnih narodnosti. Bolgarska večina (vključno s tiskom) Makedonce, ki živijo v Bolgariji, obravnava kot "čiste" Bolgare.
Makedoncem je bila zavrnjena pravica do registracije političnih strank (glej Združeno makedonsko organizacijo Ilinden in UMO Ilinden - PIRIN) z obrazložitvijo, da gre pri stranki za "etnično separatistično organizacijo, ki jo financira tuja vlada", kar je v nasprotju z bolgarsko ustavo. Ustavno sodišče pa ni prepovedalo strank Evroroma (Евророма) in MRF (ДПС), ki veljata za narodnostne stranke. Evropsko sodišče za človekove pravice je "soglasno razsodilo, da gre za kršitev 11. člena (svoboda zbiranja in združevanja) Evropske konvencije o človekovih pravicah."  
Novembra 2006 so poslanci Milan Horáček, Joost Lagendijk, Angelika Beer in Elly de Groen-Kouwenhoven v Evropskem parlamentu predlagali amandma k protokolu Evropske unije ob pristopu Bolgarije, v katerem so pozvali „bolgarske oblasti, da naj preprečijo nadaljnje oviranje registracijo politične stranke etničnih Makedoncev (OMO-Ilinden PIRIN) in odpravijo vseh oblike diskriminacije in nadlegovanja  te manjšine." 
28. maja 2018 je Evropsko sodišče za človekove pravice izreklo dve sodbi zoper Bolgarijo zaradi kršenja 11. člena (svoboda zbiranja in združevanja) Konvencije o varstvu človekovih pravic in temeljnih svoboščin. V obeh sodbah: Postopek Vasilev in Društvo zatiranih Makedoncev v Bolgariji in Žrtev komunističnega terorja proti Bolgariji (vloga št. 23702/15);  in Postopek Makedonski klub za etnično strpnost v Bolgariji in Radonov proti Bolgariji (vloga št. 67197/13)  Evropsko sodišče za človekove pravice je soglasno presodilo, da je Bolgarija kršila 11. člen (svoboda zbiranja in združevanja) Konvencije o varstvu človekovih pravic in temeljnih svoboščin ter da mora Bolgarija tožiteljem skupaj 16.000 evrov.

## Romi
Znano je, da bolgarske državne varnostne sile samovoljno aretirajo in zlorabljajo ulične otroke romskega porekla.  Romi so v Bolgariji žrtve nadlegovanj, med drugim se v vojski romski obvezniki maltretirajo, policija pa se na zločine nad Romi slabo odziva. Visok odstotek romskih otrok zaradi revščine in pomanjkljivega znanja bolgarščine ne obiskuje šole. 
Po drugi strani pa je stranki Svobodna Bolgarija, v kateri so pretežno Romi, dovoljeno kandidirati na volitvah, tako da je dosegla nekaj uspehov. 
Poročilo New York Timesa ugotavlja, da "je v romskem predmestju v Kjustendilu večina cest neasfaltiranih in posutih z odpadki", romski otroci pa med pandemijo nimajo dostopa do računalnikov in širokopasovnega interneta. Kjustendilske oblasti trdijo, da naj bi lock-down v mestu imel cilj preprečiti širjenje virusa, romski aktivisti pa trdijo, da gre za bigotstvo. 

## Trgovina z ljudmi
Evropa se čedalje bolj zaveda, da je trgovina z ljudmi vprašanje človekovih pravic (glej glavni članek: trgovina z ljudmi). Konec komunizma je prispeval k povečani trgovini z ljudmi, večina žrtev pa je žensk, ki so prisiljene v prostitucijo.  Bolgarija je izvorna in tranzitna država za človeško blago, predvsem za ženske in otroke, s katerimi se trguje z namenom spolnega izkoriščanja. Bolgarska vlada je pokazala nekaj zavezanosti boju proti trgovini z ljudmi, vendar so ji očitali, da na področju kazenskega pregona in zaščite žrtev  ni razvila učinkovitih ukrepov. 

## Verska svoboda
Ustava zagotavlja svobodo veroizpovedi; vendar zakon neregistriranim skupinam prepoveduje javno izvajanje religije. Ustava vzhodno pravoslavno krščanstvo določa tudi kot "tradicionalno" vero. Obstaja nekaj poročil   o družbenih zlorabah ali diskriminaciji na podlagi verskega prepričanja ali prakse. Diskriminacija, nadlegovanje in splošna nestrpnost javnosti, zlasti v medijih, so dalje občasni problem za nekatere verske skupnosti.

## Mednarodna kritika
Evropsko sodišče za človekove pravice pogosto meni, da Bolgarija krši Evropsko konvencijo o človekovih pravicah. Leta 2015 je Sodišče izdalo posebno sporočilo za javnost, ki je bilo posvečeno sistemskemu problemu bolgarskega pravosodnega sistema: poudarilo je, da "oblasti po več kot 45 sodbah zoper Bolgarijo ... svoje obveznosti glede učinkovite preiskave niso izpolnile." Evropsko sodišče za človekove pravice je izdalo tudi pilotne sodbe zoper Bolgarijo. Sodišče jih izreka, kadar ugotovi, da gre pri vrsti tožb za podobna dejstva. Sodišče je na primer v pilotni sodbi Neškov proti Bolgariji dalo Bolgariji 18 mesecev časa, da za izboljša pogoje v zaporih. Socialni aktivisti so izrazili zaskrbljenost, da Bolgarija za drugimi državami članicami Evropske unije zaostaja v številnih mednarodnih indeksih, ki merijo zaščito državljanskih pravic in svoboščin. Tudi Svet Evrope je izrazil zaskrbljenost zaradi ogrožanja pravne države v Bolgariji.